# Ong Kiat Guan
Ong Kiat Guan, conosciuto anche con la traslitterazione Wang Jiyuan (王吉元T, Wáng JíyuánP; ... – 4 dicembre 1983), è stato un cestista singaporiano.

## Carriera
Con Singapore ha disputato i Giochi olimpici di Melbourne 1956.